# عصمت پاپی

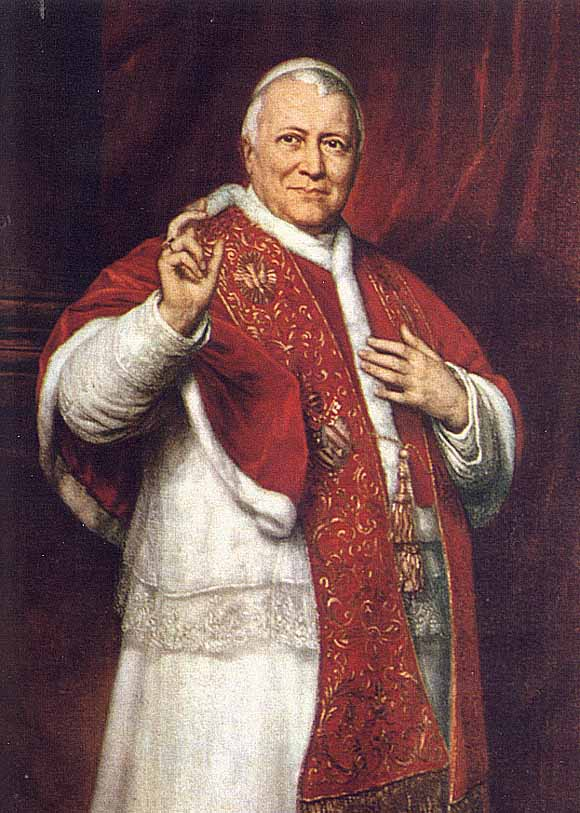
پیوس نهم

عصمت پاپی نوعی جزم‌اندیشی مربوط به کلیسای کاتولیک است که بر اساس آن به خاطر وعدهٔ عیسی به پطرس، پاپ از خطاها و گناهان ایمن و پاکیزه می‌ماند.